# Eliott Crestan
Eliott Crestan (Namur, 22 de febrero de 1999) es un deportista belga que compite en atletismo, especialista en las carreras de mediofondo.
Ganó dos medallas en el Campeonato Mundial de Atletismo en Pista Cubierta, en los años 2024 y 2025, y dos medallas en el Campeonato Europeo de Atletismo en Pista Cubierta, en los años 2023 y 2025.

## Palmarés internacional
| Campeonato Mundial en Pista Cubierta | Campeonato Mundial en Pista Cubierta | Campeonato Mundial en Pista Cubierta | Campeonato Mundial en Pista Cubierta |
| Año                                  | Lugar                                | Medalla                              | Prueba                               |
| ------------------------------------ | ------------------------------------ | ------------------------------------ | ------------------------------------ |
| 2024                                 | Glasgow (Reino Unido)                | Medalla de bronce                    | 800 m                                |
| 2025                                 | Nankín (China)                       | Medalla de plata                     | 800 m                                |
| Campeonato Europeo en Pista Cubierta |                                      |                                      |                                      |
| Año                                  | Lugar                                | Medalla                              | Prueba                               |
| 2023                                 | Estambul (Turquía)                   | Medalla de bronce                    | 800 m                                |
| 2025                                 | Apeldoorn (Países Bajos)             | Medalla de plata                     | 800 m                                |